# VRChat
VRChat（VRチャット）はGraham GaylorとJesse Joudreyが開発し、アメリカ合衆国のVRChat Inc.が運営するソーシャルVRプラットフォームである。
現在は早期アクセス版とされ、SteamまたはOculus Storeにて無料でダウンロードできる。Oculus Rift、 HTC Vive等の対応したバーチャル・リアリティヘッドセットを使用してプレイできる。また、バーチャル・リアリティヘッドセットを利用しないデスクトップ版で遊ぶことも可能である。ベータ版としてAndroidスマホはGoogle Playよりダウンロードで遊ぶことができる。iOSはクローズベータに参加すると遊ぶことができる。
2014年1月16日にOculus DK1開発キットに対応したスタンドアロンアプリケーションとしてMicrosoft Windows向けにリリースされ、2017年2月1日にはSteamの早期アクセスプログラムを介してリリースされた。Oculus Rift、Oculus Rift S、Oculus QuestはOculus Store経由でサポートされ、その他にHTC Vive、HTC Vive Pro、Valve Indexをサポートしている。

## 概要
名前に「VR」が含まれているが、必ずしもVR機器を所有している必要はない。
VR機器を持っていないプレイヤーのためにデスクトップ版も用意されているがアバターの手足を自由に動かすことができないなどの制限がある。
バーチャル・リアリティヘッドセットとハンドコントローラーを所持していれば顔と手を動かすことも可能になる。追加でトラッカーをプレイヤーの腰に一つか腰と両足合計三か所に装着することでプレイヤーの全身の動きをアバターに反映させるフルボディートラッキングを使用することが出来る。
また、VRChatと並行して開発されたSDKを使って、プレイヤーが購入したり作成したモデルをインポートしてVRChat内で自身のアバターとして使用したり、ゲーム内のワールドを作成して他プレイヤーとVRChatを通して共有することも可能である。

## アバター
VRChatでは、自分が操作するアバターを予め用意された物から選ぶことが出来るが、一定以上のトラストランク(詳細は後述)になるとUnityとVRCSDKを利用してプレイヤー自身が用意した3Dモデルをアップロードすることができ、それを自由に扱う事が出来る。
自分で用意する場合には、Unityに標準で備わっている物の一部とVRCSDKに同梱された物、Unityの公式Asset Storeで配布されている物の一部など、許可されたコンポーネントのみを使用したものである必要がある。自分で3Dモデルを製作しなくても他人が作成し配布・販売しているものを利用することが出来るが、利用者本人にその意思はなくとも他の配信者などの商用映像や配信などへの映り込みにより、商用利用と見なされる場合があるため必ず利用規約を読み、商用利用やその他の禁止事項に違反する恐れが無いか確認してから利用するよう呼びかけられている。
また、基本的にペデスタル(不特定多数のプレイヤーがモデルをアバターとして使用可能な形式)での使用は二次配布としてみなされ禁止されているため、モデルデータの扱い方にも細心の注意を払う事が必要である。

## VRChat SDK
現在は2種類のSDKが公開されている。
SDK2とSDK3にはそれぞれ同じプロジェクトにインポートできず互換性がないとしている。
また、2022年8月には「VRChat Creator Companion」というアバター・ワールド制作用コンパニオンソフトが正式に公開され、以後このソフトを通し、後述するSDK,Udonをダウンロードする形となった。

### SDK2
過去に使われていたSDKである。
SDK2でのワールド作成では、プログラミングによる処理の追加が行えないため、VRC_triggerなどの限られたコンポーネントやシェーダーなどを使って疑似的に製作者が行いたい処理を実装していた。
なお、SDK2は2022年末に廃止されている。

### SDK3 World および SDK3 Avatar
SDK3では、ワールド用のものとアバター用のものが分けられた。
SDK3でのワールド作成では、新機能としてUdonなどが使えるようになり、SDK2が使われていた時に比べプログラムが容易に実装可能になった。それにより製作者の自由度が増し、現在も更新によってさまざまな機能が増えている。

### Udon
SDK3に付属するVRChat専用のビジュアルプログラミング言語である。
プログラミングで実行する処理を、ヌードルと呼ばれる白い線でつなげることによってプログラムを作ることができる。
また、有志が開発していた、UdonをC#ベースでプログラミングが行えるアドオン「UdonSharp」が、「VRChat Creator Companion」の公開と同時に公式に統合され、コードベースのプログラミングがサポートされるようになった。これは前述したソフトを通して導入することが出来る。

## トラストランク
VRChatでは全プレイヤーにそのプレイヤーの信頼度に応じてトラストランク(Trust rank)が付与される。上位のものからTrusted User、Known User、User、New User、Visitor となっている。その他に、迷惑行為を繰り返した者に付与されるNuisanceと、VRChatの社員が使用するVRChat Team がある。
このランクはプレイヤーのプレイ時間、訪れたワールドの数、フレンドの数、インスタンスからキックされた回数など様々な情報を総合的に評価して付与され、昇格や降格がされる。
それぞれのトラストランクはプレイヤーの詳細画面で確認する事が出来る。Trusted User は紫、Known User は橙、 User は緑、 New User は青、 Visitor は灰である。また、Trusted UserとKnown Userのみプレイヤー自身の判断でトラストランクの表示をUserと同じ緑に切り替える事が出来る。
トラストランクを昇格させるに応じて、機能が開放されたり、セーフティシステムによるアバター非表示等の制限がされにくくなるというメリットが存在する。アバターのアップロードは New User 、ワールドのアップロードは User から開放される。

## インスタンス
プレイヤー同士が直接会うことができる部屋となるものがインスタンス(instance)である。全てのプレイヤーがインスタンスを作成できる。他インスタンスに出現させたポータルや、オーナー(インスタンスを作成した者)や条件を満たしたフレンドからの招待や、条件を満たしたフレンドのユーザー詳細の画面から参加出来る。また、招待を受けていなくても、条件を満たしたフレンドに招待を送ってもらうよう要求する事が出来る。
インスタンスには参加できるプレイヤーの範囲によっていくつかの段階に分けられている。

### Public
全てのプレイヤーが参加できるインスタンス。

### Friends+
インスタンスのオーナー(インスタンスを作成した者)のフレンドでオーナーと同一インスタンスに居る時、そのフレンドのフレンドも参加可能なインスタンス。

### Friends
オーナーのフレンドのみが参加できるインスタンス。

### Invite+
オーナーからの招待とそれと同一インスタンスに居るプレイヤーに送られた参加申請(Req Invite)に対する承認でのみ参加出来るインスタンス。

### Invite Only
オーナーからの招待でのみ参加できるインスタンス。

### セキュアインスタンス
インスタンスには内部的にIDが割り振られており、そのIDが分かっている状況下においては、Friendsインスタンスへフレンド以外が参加することができていた。2022年7月25日、開発チームはこれらは混乱や悪用を招くとして、ワールド作成時のルールを強制するセキュアインスタンス(SI)のオプションを選択可能にする機能を導入することを発表し、翌日7月26日に実装された。以降、SIを有効にしたFriendsインスタンスへはオーナーのフレンド以外のユーザは如何なる場合も参加できなくなり、またインスタンスの移動に用いるポータルを出現させた場合にもオーナーのフレンド以外のユーザには見えなくなるように仕様が変更された。。

## 設立
VRChat Inc.は2014年に現在はVRChat Inc.のCEOであるGraham Gaylorと、VRChat Inc.のCTOであるJesse Joudreyによって起業された。
VRChatへの出資にはRothenberg VenturesやGVR Fund、HTC、Brighstone VC、WS Investment Company、Makers Fundなどが参加している。